# هیروکو یاکوشیمارو
هیروکو یاکوشیمارو (انگلیسی: Hiroko Yakushimaru؛ زادهٔ ۹ ژوئن ۱۹۶۴) یک خواننده اهل ژاپن است. وی از سال ۱۹۷۸ میلادی تاکنون مشغول فعالیت بوده‌است.